# Alina Emilia Vuc
Alina Emilia Vuc (Resicabánya, 1993. október 4. –) román szabadfogású birkózónő. A 2019-es birkózó-világbajnokságon ezüstérmet szerzett 50 kg-os súlycsoportban, szabadfogásban. A birkózó Európa-bajnokságokon 2018-ban és 2016-ban ezüstérmet, 2017-ben bronzérmet szerzett. A katonai közelharc világbajnokságon 2017-ben és 2016-ban a 48 kg-osok súlycsoportjában aranyérmet szerzett. Részt vett a 2016. évi nyári olimpiai játékokon, de érmet nem szerzett.

## Sportpályafutása
A 2019-es birkózó-világbajnokságon az 50 kg-osok súlycsoportjában megrendezett bronzmérkőzés során az azeri Mariya Stadnik volt ellenfele, aki 13–0-ra legyőzte.